# Is My Palm Read
Is My Palm Read es un corto de animación estadounidense de 1933, de la serie de Betty Boop. Fue producido por los estudios Fleischer y distribuido por Paramount Pictures. En él aparecen Betty Boop, Bimbo y Koko el payaso.

## Argumento
Betty visita a Bimbo, el adivino, quien tras consultar su bola de cristal predice que Betty naufragará en una isla desierta. Allí es atacada por espíritus malignos, pero Bimbo acude en su rescate.

## Producción
Is My Palm Read es la décima primera entrega de la serie de Betty Boop y fue estrenada el 17 de febrero de 1933.